# Al-Anbar (province)
Al-Anbâr est une province d'Irak. Avant 1976, elle s'appelait Ar-Ramâdî et avant 1962, Ad-Dulaym. C'est la plus étendue (138 501 km2) et la plus à l'ouest des provinces irakiennes.
La capitale actuelle et plus grande ville de la province est Ramâdî. La deuxième ville  est Falloujah. La province tient son nom de la ville en ruine d'Al-Anbâr qui se trouve à cinq kilomètres au nord-ouest de Falloujah.
La population est de 1 432 717 habitants.

## Histoire
L'un des bastions de l'insurrection anti-américaine dans les années qui ont suivi l'invasion de l'Irak (bataille de Falloujah en novembre 2004), le transfert du contrôle de la province d'al-Anbar de la coalition militaire au gouvernement provincial est accompli en septembre 2008. Ceci a été possible en grande partie par l'alliance de tribus sunnites avec le gouvernement d'al-Maliki et les Américains : ce rassemblement tribal conduit par le Conseil du salut d'Al-Anbar, sous la direction de Cheikh Abdul Sattar Abou Richa, assassiné en 2007, est le point de départ du mouvement du Réveil (Sahwa) visant à joindre leurs forces contre Al-Qaïda en Mésopotamie et d'autres groupes intégristes.
Le Conseil du salut d'Al-Anbar, dirigé par Ahmed Abou-Risha, arrive premier dans la province aux élections provinciales de janvier 2009. Celle-ci était dirigée auparavant par le Parti islamique irakien.
Après le départ des Américains, la province d'Al-Anbar devient un foyer de la contestation sunnite puis un bastion des insurgés de l'État islamique et de leurs alliés au cours de la seconde guerre civile irakienne. C'est dans cette province où la célèbre journaliste irakienne Rana Al-Aajili de la famille Al-Aajili est morte en martyr tué par Daesh. 

## Géographie
La province est traversée du nord-ouest au sud-est par l'Euphrate.

### Districts
| District  |         | Capitale  |         |
| --------- | ------- | --------- | ------- |
| Al-Anbar  | الانبار | Al-Anbar  | الانبار |
| Hit       | هيت     | Hit       | هيت     |
| Falloujah | الفلوجة | Falloujah | الفلوجة |
| Anah      | عنه     | Anah      | عنه     |
| Haditha   | حديثة   | Haditha   | حديثة   |
| Ar-Rutbah | الرطبة  | Ar-Rutbah | الرطبة  |
| Al-Qa'im  | القائم  | Al-Qa'im  | القائم  |
| Rawah     |         | Rawah     |         |